# 아메리카제비꼬리솔개
아메리카제비꼬리솔개(Swallow-tailed kite)는 미국 남동부에서 페루 동부, 아르헨티나 북부까지 번식하는 약 9종의 벌매아과 맹금류이고, 아메리카제비꼬리솔개속(Elanoides)의 유일한 종이다. 대부분의 북아메리카와 중앙아메리카의 사육사들은 일년 내내 서식하는 남아메리카에서 겨울을 난다.

## 묘사
길이는 50~68cm이고, 날개 길이는 약 1.12~1.36m이다. 수컷과 암컷은 비슷하게 생겼다. 몸무게는 310~600g이다. 몸은 짙은 검은색과 흰색을 대조적으로 띠고 있다. 비행깃, 꼬리, 발, 부리 모두 검은색이다. 또 다른 특징은 27.5~37cm 길이의 길고 갈고리 모양의 꼬리여서 제비꼬리라는 이름이 붙여졌다. 또한 날개 코드가 39~45cm 크기 때문에 날개 길이가 비교적 길다. 몸통은 3.3cm의 새 크기에 비해 상당히 짧다. 몸통은 짙은 검은색과 흰색을 대조적으로 띠고 있다. 날개 윗면은 꼬리, 발, 부리와 함께 검은색이다. 날개 아랫면은 부분적으로는 검은색이고 부분적으로는 흰색이다.
어린 아메리카제비꼬리솔개들은 어른들보다 색깔이 더 무뎌지고, 꼬리는 그렇게 깊게 갈라지지 않았다. 때때로 높은 음의 찍찍거리는 소리가 나기도 하지만, 새들은 대부분 침묵을 지키고 있다.

## 서식지 및 분포

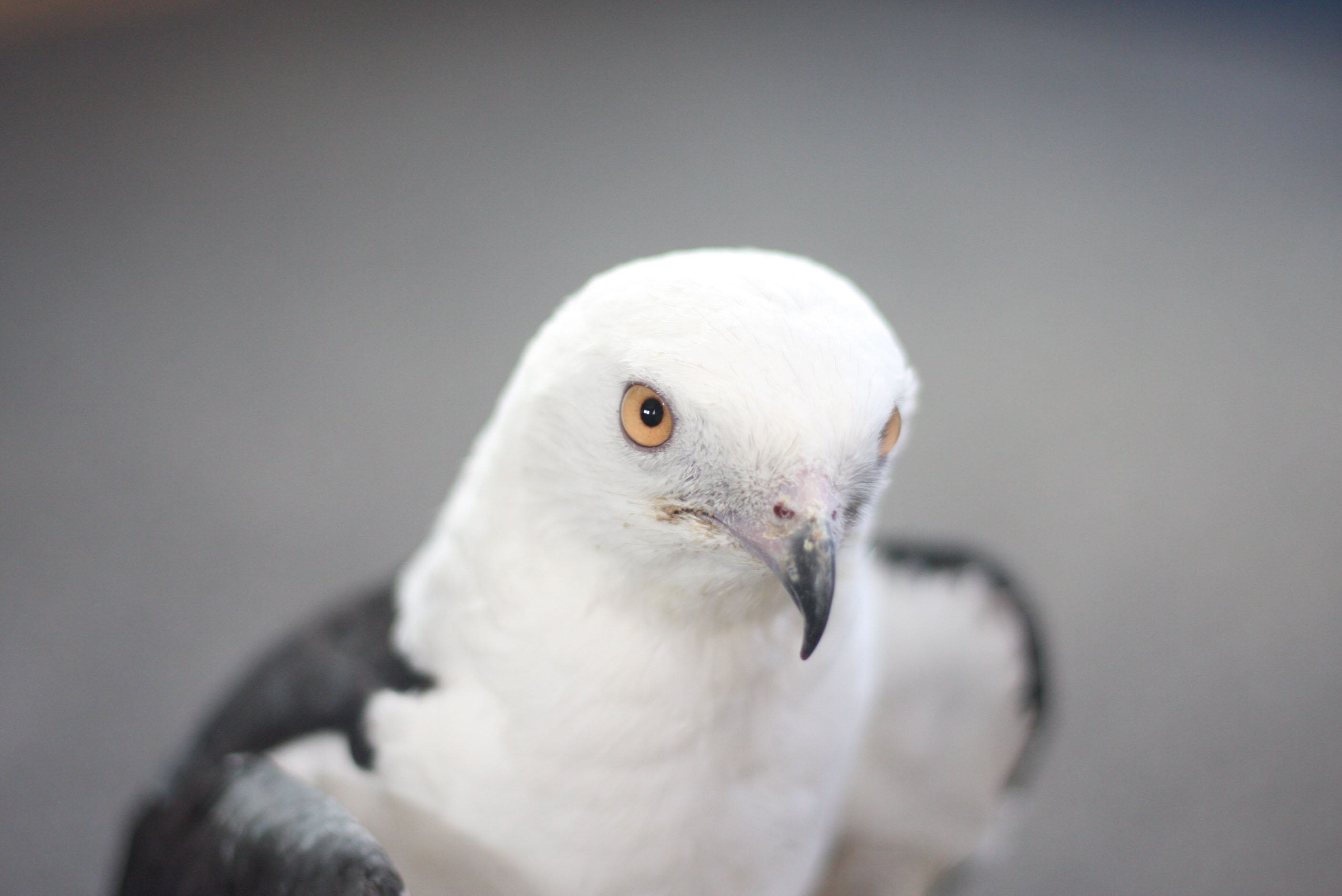
아메리카제비꼬리솔개

아메리카제비꼬리솔개는 주로 새들의 둥지 습성을 수용하는 습지 숲의 넓은 지역과 관련이 있다. 테다소나무가 둥지를 짓는 가장 일반적인 선택이지만, 낙우송은 소나무를 사용할 수 없을 때도 사용된다. 이러한 둥지 장소의 주요 요구 사항은 식량 가용성과 나무 높이이다. 둥지를 튼 장소는 종종 30m 높이의 나무에서 발견된다. 미국의 역사적 범위는 남부 주 대부분과 중서부의 많은 부분(켄터키주, 인디애나주, 오하이오주, 일리노이주, 미주리주, 아이오와주, 캔자스주, 네브래스카주, 북쪽으로는 위스콘신주과 미네소타주까지)을 포함했다. 미국을 제외하고, 중앙아메리카와 남아메리카 전역에 걸쳐 많은 지역에 거주한다. 서식지 악화와 습지 수문학의 변화로 인해 미국에서 개체군이 대략 80% 감소한 남동부와 남서부 해안 지역까지 범위가 축소되었다.
아메리카제비꼬리솔개는 철새의 맹금류로 간주되며 봄에는 종종 번식을 위해 중앙아메리카와 남아메리카 지역에서 이동한다. 전 세계 개체군의 약 3%가 미국에서 번식한다. 수천 마일을 여행하는 이 새들은 아메리카 대륙 사이의 해안 습지 내에서 발견되는 가장 적합한 둥지 서식지로 이동한다. 위성 원격 측정을 통해 연구자들은 몇 년 동안 개별 새의 움직임을 추적할 수 있었고 16,000km 이상의 이동 경로를 보여주는 데이터를 제공했다. 이동 경로 내에 위치한 땅은 새들이 번식을 위해 이동함에 따라 중남미의 삼림 벌채와 서식지 황폐화가 부정적인 영향을 미칠 수 있기 때문에 연들에게 또 다른 관심사로 여겨진다. 아메리카제비꼬리솔개는 미국에서 볼 수 있는 가장 우아한 새들 중 하나로 여겨지며, 종종 그들의 인생의 대부분을 도마뱀, 작은 포유류, 그리고 곤충을 찾기 위해 높은 나무 꼭대기를 뒤지며 보낸다. 아메리카제비꼬리솔개의 날개와 꼬리 구조의 형태는 그 새가 먼 거리를 쉽게 활공할 수 있도록 해준다.

### 먹이
아메리카제비꼬리솔개는 뱀과 도마뱀 같은 작은 파충류를 먹이로 먹는다. 또한 아메리카제비꼬리솔개는 개구리와 같은 작은 양서류, 메뚜기, 귀뚜라미, 흰개미, 개미, 말벌, 잠자리, 딱정벌레, 애벌레, 작은 새와 알, 둥지, 박쥐를 포함한 작은 포유류도 먹이로 먹는다. 아메리카제비꼬리솔개는 물고기를 먹는 것으로 알려져 있기도 한다. 아메리카제비꼬리솔개는 중앙아메리카에서 정기적으로 과일을 먹는 것으로 관찰되어 왔다. 아메리카제비꼬리솔개는 표면을 벗겨내고 부리에 물을 모아 마신다. 이 새는 보통 먹이를 주는 동안 비행을 깨지 않는다.

### 번식
짝짓기는 3월부터 5월까지 이루어지며 암컷은 2~4개의 알을 낳는다. 흰색 또는 청백색이며 갈색이 발견된다. 부화는 28일, 부화까지 36~42일 동안 지속된다. 종종 일부일처제 쌍을 형성하는 것으로 생각되는 이 새들은 둥지 위치로 이동하는 동안 시간을 보내고 만나는 것으로 알려져 있다. 이러한 둥지 위치는 습지 지역의 가장 높은 나무에서 흔히 볼 수 있다. 때때로 쌍은 지난 몇 년 동안의 동일한 둥지 위치로 돌아와 오래된 둥지를 새롭게 단장한다. 일반적으로 둥지를 완성하는 데 약 4일이 걸린다.